# ワウペダル

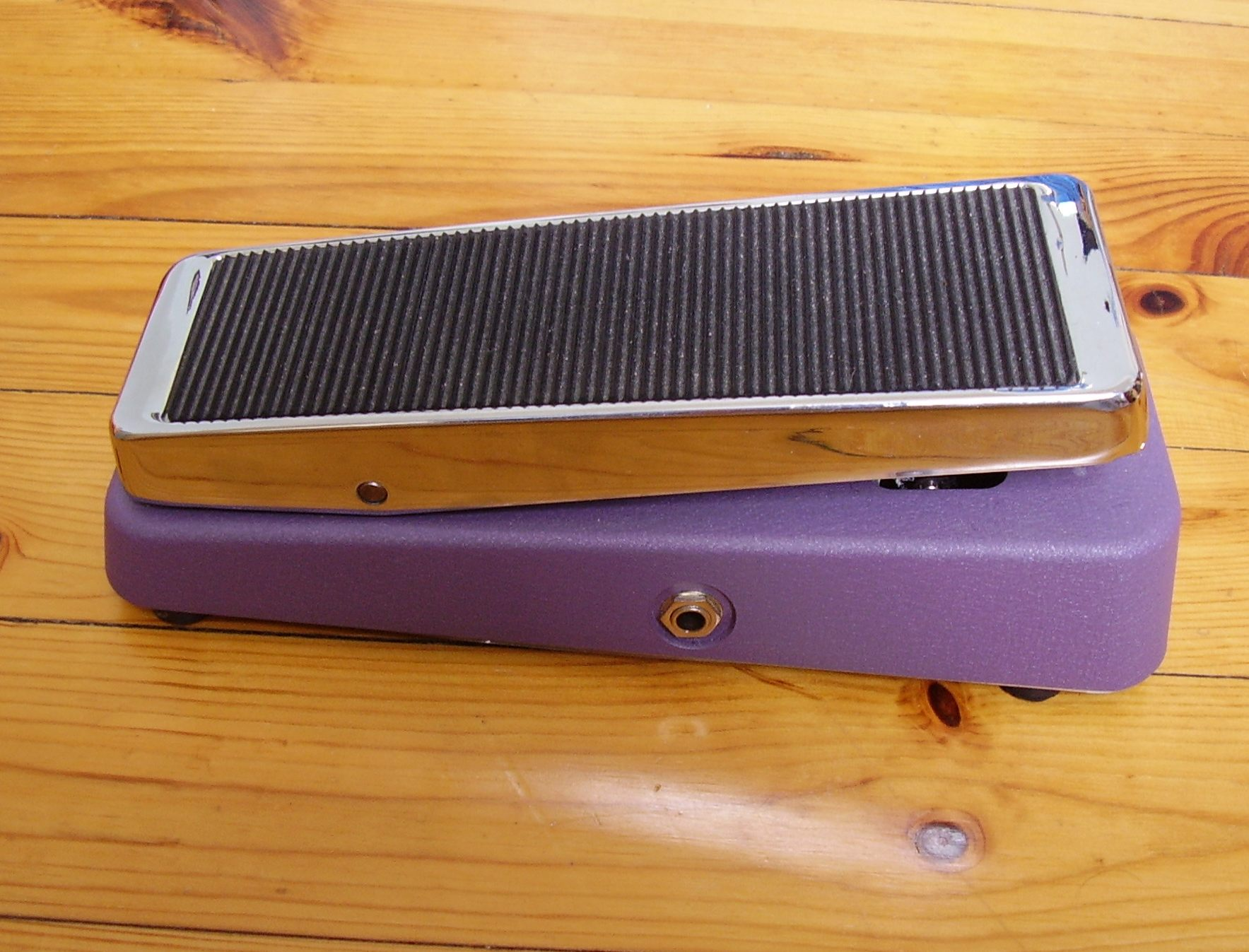
ブッダ・ワウ

ワウペダル (Wah-wah pedal, Wah pedal) とは、オルガンペダルのようなイメージで筐体につけられたペダルを足で操作する事により、聴感上強調される周波数帯を変えるエフェクターである。回路的にはバンドパスフィルターの一種と言える。エレクトリック・ギターだけでなく、ベースやキーボード、クラビネット、トランペットなど、多くの楽器で使用されている。

## 概要
ペダルの動きに応じてその下部にある可変抵抗器が回転し、フィルターのカットオフ周波数が変化することで音色に変化を与える。ペダルを踏み込むと高音が強調されたぎらついた音になり、ペダルを上げると中域が強調されたこもった音になる。演奏しながらペダルを動かすと、出力される音は文字通り「ワウ・ワウ」と聞こえる。ヴォックス/トーマス・オルガンやジム・ダンロップのワウペダルの商品名「クライベイビー（Cry Baby: 泣き虫、特に泣き虫な子供）」の名でも示されるように、感情に最も近いエフェクトとも言われる。主要なメーカーとして、ヴォックス、ジム・ダンロップ、ブッダなどが挙げられる。クリームやジミ・ヘンドリックスは、60年代後半にワウを使用したパイオニアである。
代表的な使用方法として、リズミカルに開閉させるように踏む方法で、ジミ・ヘンドリックスに代表されるようなワウサウンドになる。また、ジェームス・ブラウンやアイザック・ヘイズ、カーティス・メイフィールド、テンプテーションズ、BTエクスプレスらのファンク・サウンドでのワウワウ・ギターの使用は大変有名である。ラロ・シフリンの「燃えよドラゴン」もワウワウを使用している。モータウンの ワー・ワー・ワトソンやデニス・コフィーは、ワウワウ・ギターの名手として知られている。 ワー・ワー・ワトソンは、テンプテーションズの「パパ・ウォズ・ア・ローリング・ストーン」やマーヴィン・ゲイ、ローズ・ロイス（英語版）らのアルバムで、ワウペダルを使用した演奏を披露した。ブルースでは、ハウリン・ウルフやマディ・ウォーターズの1970年代のアルバムで、ワウワウ・ギターを使用したサウンドを聴くことができる。
ロックでは、シカゴやローリング・ストーンズも、ワウペダルを使用した曲を発表している。また、エリック・クラプトンがギターのトーン操作で多用したウーマントーンに近い音質や、フランク・ザッパらが多用する鼻をつまんだときの声の様な音も作ることが出来る。
エレキ・ギター以外でも、ベース、クラビネット、キーボード、トランペット、スネアドラム、サックスなどでワウペダルを使用するアーティストが存在する。ベースでは、マイルス・デイヴィス「オン・ザ・コーナー」（1972年）でのマイケル・ヘンダーソンによる使用例がある。クラビネットではメデスキ、マーティン・アンド・ウッドのジョン・メデスキが、スライドギターではロバート・ランドルフがワウペダルを使用している。ザ・バンドのガース・ハドソンやピンク・フロイドのリック・ライトは、キーボードでワウペダルを使った。キング・カーティスのサックスでの使用も確認できる。トランペットではランディ・ブレッカー、マイルス・デイヴィス等の使用が知られている。彼らはピックアップによって電気化したトランペットによってワウペダルの効果を得ている。マイルス・デイヴィスによって広く知られるようになったが、初めて使用したのはランディ・ブレッカーで、ジョン・アバークロンビーの機材をスタジオで借りたのが最初だと語っている。
ワウエフェクトをバイパスした状態で操作すると、ボリュームペダルとしての効果を得られる物も多くあるが、内部構造のギアの噛み合わせと音色の兼ね合いによっては、使い難くなる事がしばしば発生する。英語発音に近い片仮名表記は「ワーペダル」だが、日本では「ワウ」と発音される。
ジャズトランペッターが演奏中にミュートの開閉によって音質のコントロールをしている様を鍵盤演奏者が気に入り、元々キーボード用に開発されたワウペダルがギター演奏にも流用されてきたことで普及した。
ワウペダルから派生したエフェクターにオートワウがある。オートワウでは、ペダルでワウエフェクトをコントロールするのではなく、音量の変化によって音質が自動でコントロールされる。

## ワウペダル使用の主な楽曲

### ソウル/ファンク
- スライ&ザ・ファミリー・ストーン -「ファミリー・アフェア」（1971年）
- アイザック・ヘイズ -「黒いジャガーのテーマ」[6]（1971年）
- テンプテーションズ -「パパ・ウォズ・ア・ローリング・ストーン」（1972年）
- ラロ・シフリン -「燃えよドラゴン」[5]
- ラブ・アンリミテッド・オーケストラ -「愛のテーマ」（1973年）
- マーヴィン・ゲイ - 「レッツ・ゲット・イット・オン」（1973年）
- ジェームス・ブラウン -「ファンキー・プレジデント」
- ジェームス・ブラウン -「ザ・ペイバック」
- デニス・コフィー -「スコーピオ」

### ロック
- クリーム - 「英雄ユリシーズ」（1967年）、「ホワイト・ルーム」（1968年）
- ジミ・ヘンドリックス -「ヴードゥー・チャイルド (スライト・リターン)」（1968年）
- シカゴ - 「長い夜」（1970年）